# Псалом 132
Псалом 132 (у масоретській нумерації — 133-й псалом) — 132 псалом із Книги псалмів, у латинській версії відомий своїм інципітом «Ecce quam bonum». Псалом є однією з п’ятнадцяти «Висхідних пісень» («Shir Hama'alot») і однією з трьох «Висхідних пісень», які складаються тільки з трьох віршів.
Псалом є регулярною частиною єврейських, католицьких та протестантських літургій, а також був часто покладений на музику, наприклад, такими композиторами як Генріхом Шютцом, Фрідріхом Кілем, а також як завершальна частина твору Леонарда Бернстайна «Чичестерські псалми».

## Текст
| Вірш | Гебрейська мова                                                         | Давньогрецька мова (Септуаґінта)                                                                                    | Латинська мова (Вульгата)                                                                                             | Українська мова (Переклад Хоменка)                                                                    |
| ---- | ----------------------------------------------------------------------- | --- | --- | --- |
| 1    | שִׁיר הַמַּעֲלוֹת, לְדָוִד:הִנֵּה מַה-טּוֹב, וּמַה-נָּעִים-- שֶׁבֶת אַחִים גַּם-יָחַד                 | ᾿Οιδὴ τῶν ἀναβαθμῶν· τῷ Δαυιδ. ᾿Ιδοὺ δὴ τί καλὸν ἢ τί τερπνὸν ἀλλ᾽ ἢ τὸ κατοικεῖν ἀδελφοὺς ἐπὶ τὸ αὐτό;             | [Canticum graduum David] Ecce quam bonum et quam iucundum habitare fratres in unum                                    | Висхідна пісня. Давида. Глядіть, як добре і як любо, коли брати живуть укупі!                         |
| 2    | כַּשֶּׁמֶן הַטּוֹב, עַל-הָרֹאשׁ--יֹרֵד, עַל-הַזָּקָן זְקַן-אַהֲרֹן:שֶׁיֹּרֵד, עַל-פִּי מִדּוֹתָיו            | ὡς μύρον ἐπὶ κεφαλῆς τὸ καταβαῖνον ἐπὶ πώγωνα, τὸν πώγωνα τὸν Ααρων, τὸ καταβαῖνον ἐπὶ τὴν ᾤαν τοῦ ἐνδύματος αὐτοῦ· | Sicut unguentum in capite quod descendit in barbam barbam Aaron quod descendit in ora vestimenti eius                 | Немов на голові найліпше миро, що на бороду стікає, бороду Арона, на комір його шат стікає.           |
| 3    | כְּטַל-חֶרְמוֹן-- שֶׁיֹּרֵד, עַל-הַרְרֵי צִיּוֹן:כִּי שָׁם צִוָּה יְהוָה, אֶת-הַבְּרָכָה--חַיִּים, עַד-הָעוֹלָם | ὡς δρόσος Αερμων ἡ καταβαίνουσα ἐπὶ τὰ ὄρη Σιων· ὅτι ἐκεῖ ἐνετείλατο κύριος τὴν εὐλογίαν καὶ ζωὴν ἕως τοῦ αἰῶνος.   | Sicut ros Hermon qui descendit in montes Sion quoniam illic mandavit Dominus benedictionem et vitam usque in saeculum | Немов роса хермонська, що спадає на сіонські гори: бо там Господь зсилає благословення, життя повіки. |